# Peppenkum
Peppenkum est un quartier de la commune allemande de Gersheim dans l'arrondissement de Sarre-Palatinat en Sarre.
Le village se situe dans la région du Bliesgau, tout proche du village mosellan d'Erching et de la frontière avec la France.

## Géographie

### Localisation
Traversé par la Bickenalbe, ce village se situe à proximité de la frontière franco-allemande.

## Toponymie
- Peppenkum viendrait de Pippinkeymp (le camp de Pépin le Bref)[1].
- Anciennes mentions: Boppenkeim (1308)[2].
- En francique rhénan: Beppekum.
- Sobriquet des habitants : Beppegummer Kaffesiffer[3].

## Histoire
Le village est mentionné pour la première fois en 1308 comme possession de l'abbaye de Hornbach.
Après le congrès de Vienne en 1815, le village est attribué au royaume de Bavière. Sous son administration, le village appartient à la commune de Medelsheim, au canton de Neuhornbach et à l'arrondissement de Deux-Ponts.
Le village constitue une commune indépendante jusqu'au 1er janvier 1974, date de son intégration à la commune de Gersheim.

## Culture locale
Chaque année à la Pentecôte, se déroule à Peppenkum la « chevauchée du frère Conrad » (Bruder-Konrad-Ritt), saint patron du village voisin d'Utweiler.